# Вулиця Григорія Кочура (Київ)
Ву́лиця Григорія Кочура — вулиця в Солом'янському районі міста Києва, місцевість Олександрівська слобідка. Пролягає від Солом'янської вулиці до проспекту Валерія Лобановського.

## Історія
Вулиця виникла на початку XX століття під назвою Дачна. В повоєнний період була продовжена в бік урочища Пронівщина до вулиці Петра Радченка. Сучасна назва на честь одного з організаторів радянського підпілля в Києві, секретаря Залізничного підпільного райкому КП(б)У, Героя Радянського Союзу Олександра Пироговського — з 1984 року. Тоді ж від вулиці було відокремлено частину, що 1985 року отримала назву вулиця Бориса Гаріна (сучасна — Дачна) (нумерація будинків залишилася наскрізна).
18 травня 2023 року депутатами Київської міської ради ухвалено проект перейменування вулиці на честь перекладача Григорія Кочура.
З 1960-х до початку 1980-х років назву вулиця Олександра Пироговського мала інша вулиця на Чоколівці.

## Пам'ятники
14 вересня 2024 року поряд із будинком №4 відкрито пам'ятник Митрополиту Василю Липківському на місці будинку (що тоді мав адресу вулиця Дачна, 8), де у серпні 1934-жовтні 1937 року жив Митрополит. Будинок знесено у 1970-х роках, але місце не було забудоване.